# Термодымовая аппаратура
Термодымовая аппаратура (ТДА) — система постановки дымовых завес на отечественных танках, основанная на принципе испарения топлива с горячих деталей двигателя (лопаток турбины газотурбинного двигателя или выпускного коллектора дизельного) с последующей конденсацией в атмосфере в белый туман.
Из-за особенностей системы её функционирование возможно только во время работы двигателя под нагрузкой в движении, так как при работе двигателя на холостом ходу количества тепла, выделяемого в процессе работы, может не хватить для испарения топлива.
Данная система используется при работе двигателя только на дизельном топливе. При этом не рекомендуется использовать ТДА непрерывно более 10 минут, а между включениями должно проходить 3-5 минут для обеспечения удаления излишков топлива из выхлопной системы.
Расход рабочего тела — 10 л/мин.